# Soy el número cuatro
Soy el número cuatro es una novela juvenil de aventuras, amor y ciencia ficción escrita por James Frey y Jobie Hughes bajo el seudónimo de Pittacus Lore. Es el primero de una serie de siete libros titulada Los legados de Lorien, en la que le sigue El poder de Seis (The Power of Six), El ascenso de nueve (The rise of nine), La caída de cinco (The fall of five), La venganza de siete (The revenge of seven), El destino de diez (The fate of ten) y Unidos como uno (United as one).
Soy el número cuatro fue publicada en los Estados Unidos el 3 de agosto de 2010 por la editorial HarperCollins Publishers, y en España el 10 de febrero de 2011 por la editorial Molino. DreamWorks Pictures compró los derechos para la película en junio de 2009, y esa adaptación cinematográfica ya se ha estrenado en todo el mundo.
Soy el Número Cuatro es una novela para jóvenes adultos de ciencia ficción de Pittacus Lore (seudónimo de James Frey y Jobie Hughes) y el primer libro de la serie Legados de Lorien.[1] El libro fue publicado en Estados Unidos por HarperCollins el 3 de agosto de 2010 y en España el 10 de febrero de 2011 por la editorial Molino.[2] Pasó siete semanas consecutivas en el #1 de la lista de superventas del New York Times de libros para los niños. [3] La serie continúa con El Poder de Seis. 

## Resumen
Los últimos Lorienses en el universo se acobijan en La Tierra después de la atroz aniquilación de su planeta. Algún día serán lo suficientemente fuertes como para vengarse. Descubre cómo empieza todo desde la perspectiva de John Smith, el número 4.

## Personajes
- Cuatro/John Smith: Es uno de los nueve Garde mandados desde Lorien a la Tierra para preservar la vida de su planeta. Es el siguiente al que los mogadorianos tienen que atrapar y asesinar. Adquiere la identidad de John Smith y vive en Paraíso (Ohio). Sus legados (poderes) son la inmunidad al fuego, la emisión de luz a través de las manos, la capacidad de entender a los animales, la mejora física y la telequinesis.

- Henri: Es el cêpan (protector) de Cuatro en la Tierra. Tienen que velar por su bien y enseñarle a utilizar sus legados y a mantenerlo en secreto. Finge que es el padre de Cuatro. Dejó atrás a la mujer a la que amaba para ir a la Tierra con él.

- Sarah Hart: Es una adolescente aficionada a la fotografía y que antes era novia de Mark James. Conoce a Cuatro y le cae bien desde el primer momento (ya que la chica es muy simpática). A mediados del libro se convierte en su novia.

## Adaptación cinematográfica
En verano de 2009, DreamWorks Pictures adquirió los derechos para crear la película, que fue estrenada en el primer y segundo trimestre de 2011 en todo el mundo. El estreno mundial fue en Estados Unidos el 18 de febrero y en España se estrenó el 8 de abril.
Fue dirigida por D.J. Caruso y producida por Michael Bay.Está protagonizada por Alex Pettyfer.